# Jordbärsmuren
Jordbärsmuren är ett naturreservat i Gävle kommun i Gästrikland vid Dalälven strax norr om Gysinge.

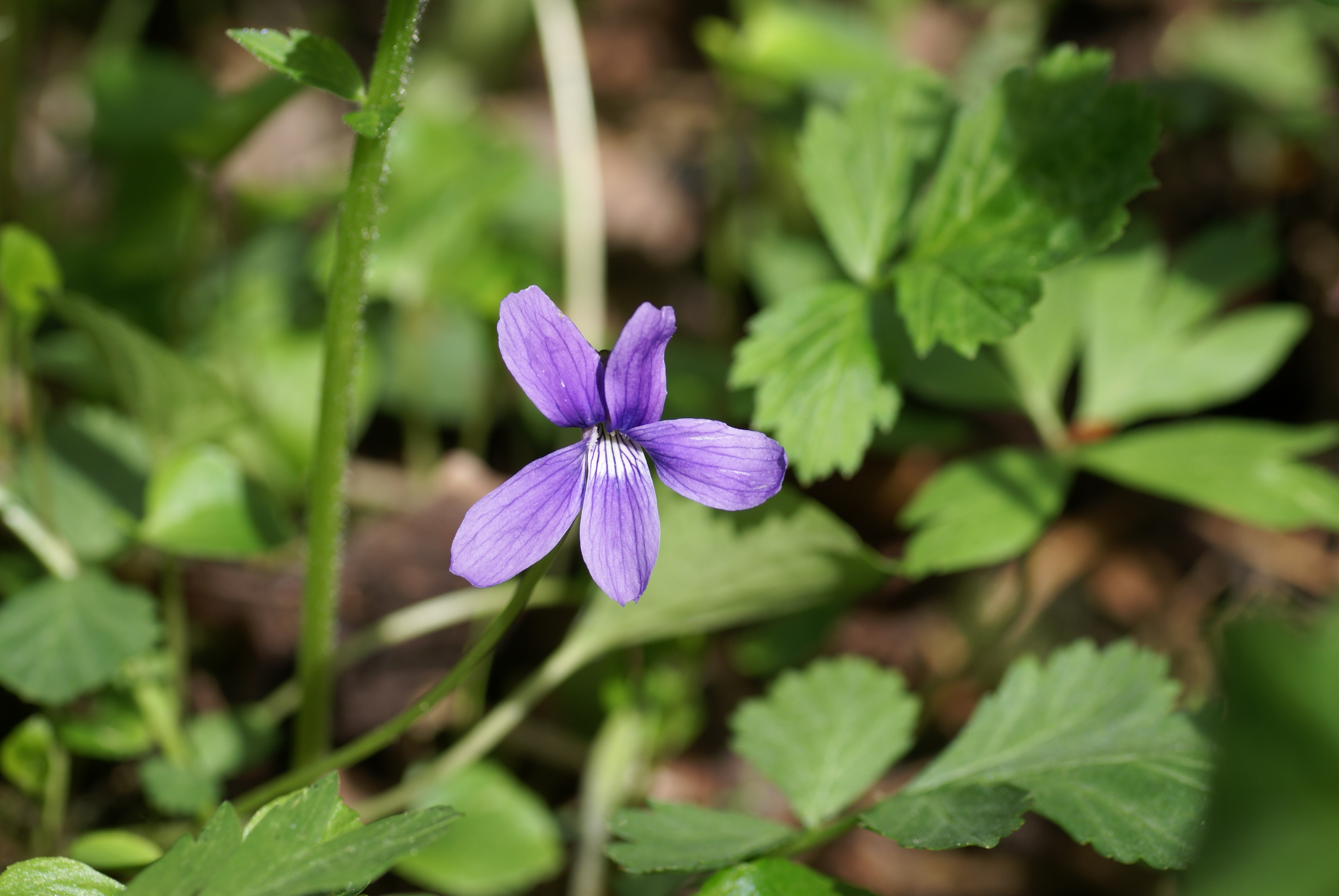
Sumpviol

Jordbärsmuren är en av Mellansveriges största orörda myrar. Myrytan består av en kal mossyta utan några som helst träd. Den växlar mellan tuvor av gräs och blöta så kallade höljor. Myren omges av en omkring 200 meter zon med tallskog. Grönbena, storspov, ljungpipare och trana hör till myrens vanligare fåglar. Om våren spelar vanligen orren på myren, och även pärluggla och slaguggla häckar här.
Ålbo är ett område med lövskogar, strandkärr och översvämmade älvängar som ingår i samma naturreservat och tillhör byn Ålbo. Här växer den sällsynta sumpviolen.
Området är 950 hektar stort och skyddat sedan 1995.